# Nyctimantis pomba
Nyctimantis pomba è una specie di rana appartenente alla famiglia delle Hylidae. È una specie endemica del Brasile, ritrovata nello stato di Minas Gerais, nel municipio di Cataguases. Il suo habitat naturale sono le foreste tropicali o subtropicali umide e la specie deve il suo nome al luogo in cui è stata scoperta, il fiume Pomba. I maschi osservati della specie raggiungono dimensioni tra i 51 e i 60 mm, mentre le femmine sono leggermente più grosse, raggiungendo dimensioni medie tra i 58 e i 62 mm.